# Сант'Агата ди Езаро (Козенца)
Сант'Агата ди Езаро (итал. Sant'Agata di Esaro) је насеље у Италији у округу Козенца, региону Калабрија.
Према процени из 2011. у насељу је живело 1120 становника. Насеље се налази на надморској висини од 479 м.

## Становништво
Према резултатима пописа становништва 2011. у општини је живело 1.990 становника.
| 1931. | 1936. | 1951. | 1961. | 1971. | 1981. | 1991. | 2001. | 2011. |
| ----- | ----- | ----- | ----- | ----- | ----- | ----- | ----- | ----- |
| 2.628 | 2.725 | 3.533 | 3.232 | 2.530 | 2.556 | 2.513 | 2.223 | 1.990 |

## Партнерски градови
- Seregno